# Национальный памятник кайзеру Вильгельму

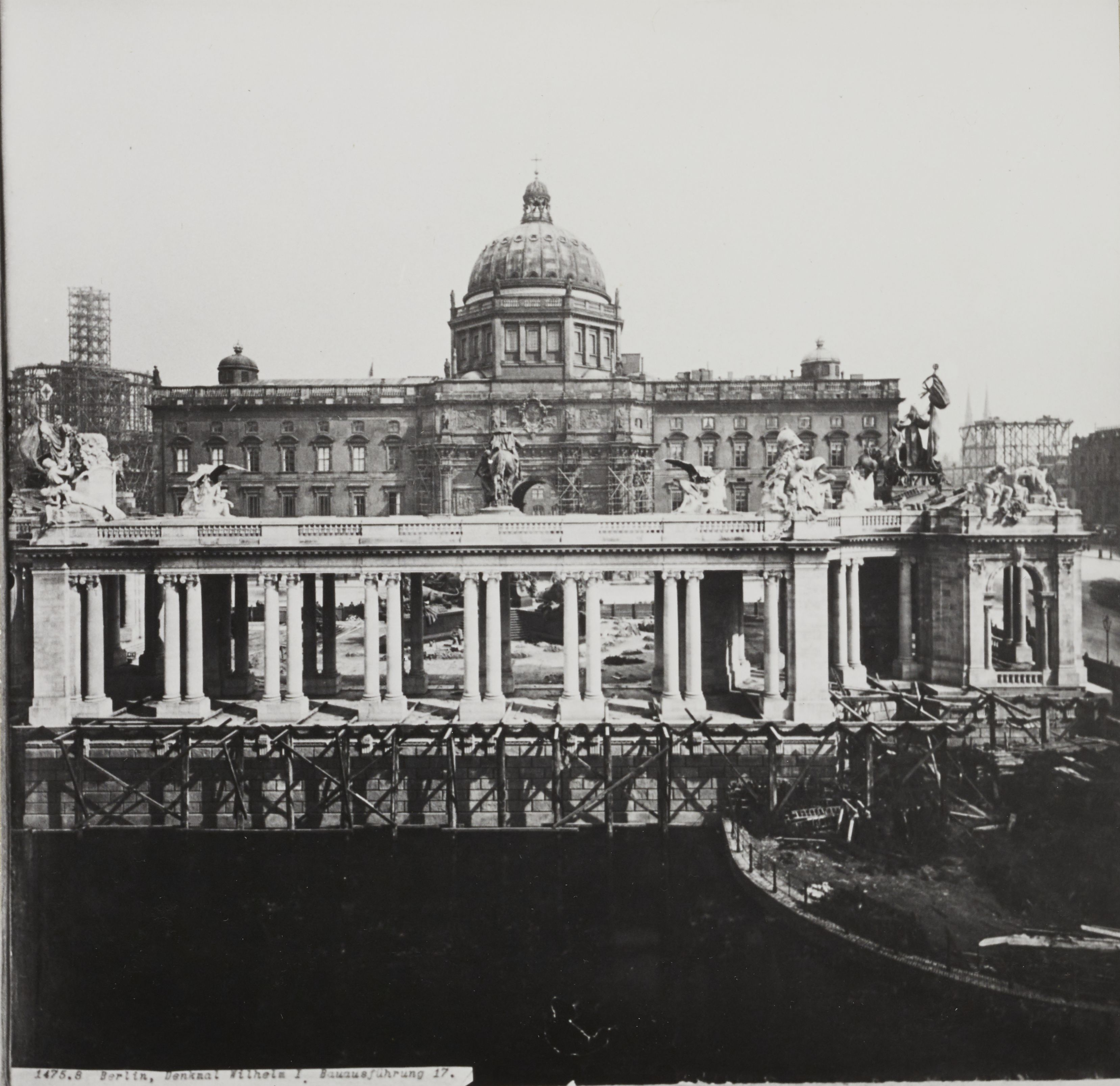
Колоннада памятника кайзеру Вильгельму на фоне Королевского дворца. 1896

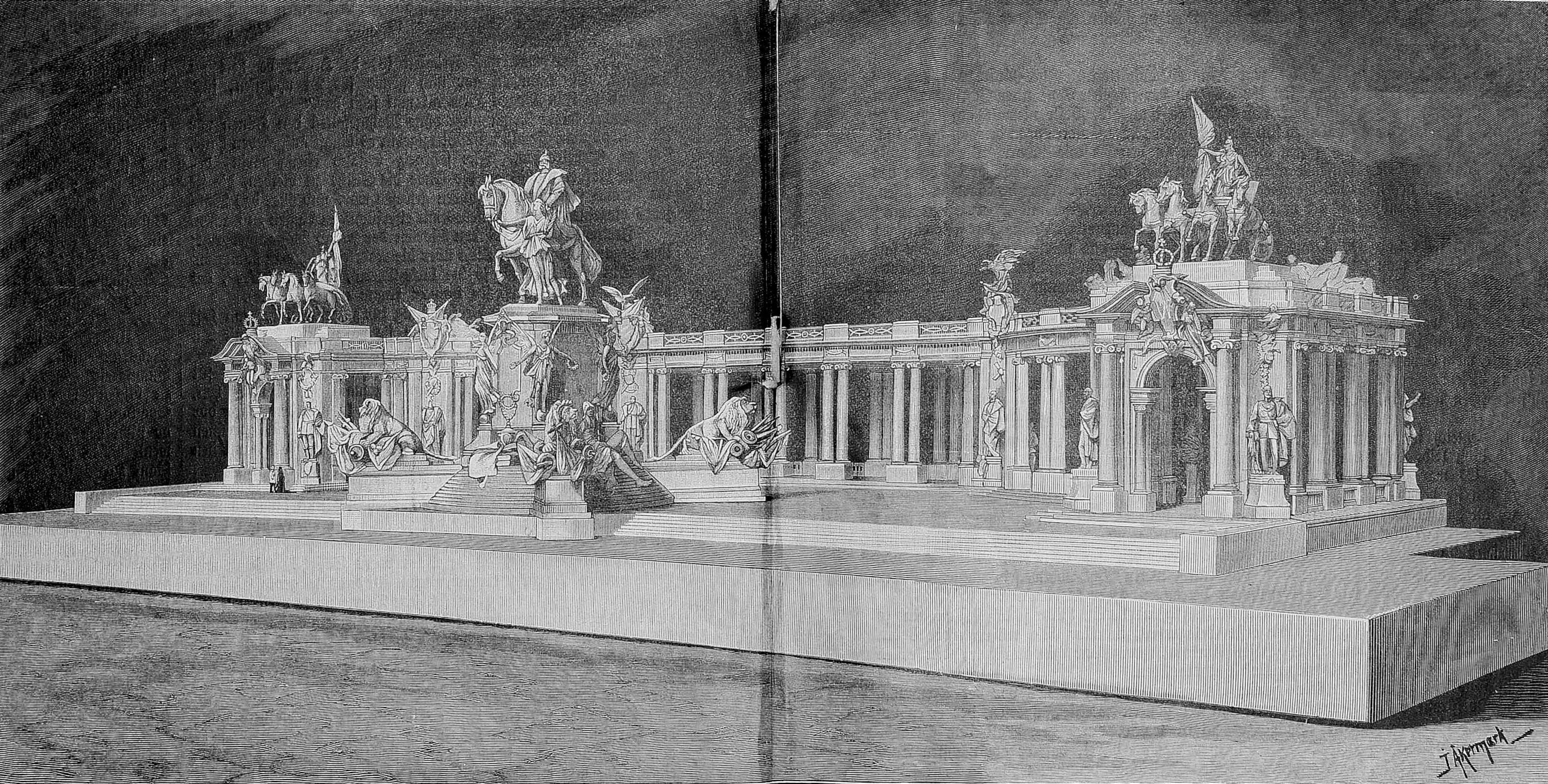
Проект памятника. 1893

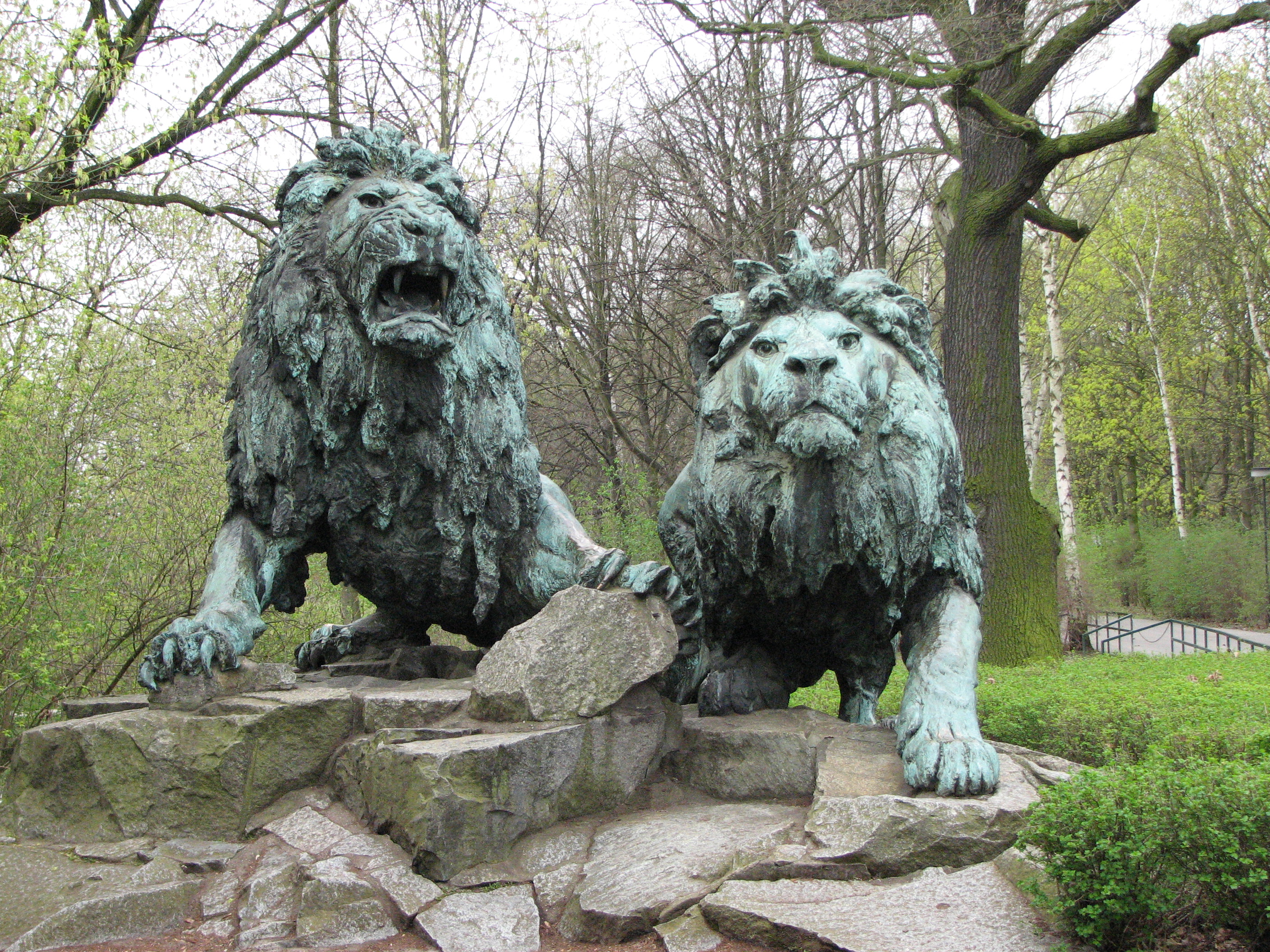
Скульптурная группа львов в зоопарке Фридрихсфельде

Национальный памятник кайзеру Вильгельму (нем. Kaiser-Wilhelm-Nationaldenkmal) — несохранившийся мемориальный комплекс, состоящий из колоннады и скульптур, главная из которых  —  конная статуя первого германского императора Вильгельма I работы Рейнгольда Бегаса. Находился в центре Берлина на площади Шлосфрайхайт напротив портала Эозандера с западной стороны Королевского дворца на берегу Купферграбена. Шедевр работы Рейнгольда Бегаса в стиле необарокко наряду с аллеей Победы и национальным памятником Бисмарку, первоначально установленным у Рейхстага, является типичным образцом памятников эпохи вильгельминизма. Создание памятника непосредственно контролировал кайзер Вильгельм II. Памятник без особого ущерба пережил Вторую мировую войну, но был снесён в 1950 году в соответствии с решением руководства ГДР по идеологическим мотивам.
Спустя год после смерти кайзера Вильгельма в 1888 году трёх императоров в Германии был объявлен публичный конкурс на проект главного национального памятника германскому императору на Дворцовой площади в Берлине. В этом конкурсе победил проект императорского форума, предложенный архитектором Бруно Шмитцем. Позднее этот проект был признан неудачным, и в 1891 году был проведён новый, уже закрытый конкурс, на который пригласили восемь скульпторов. Памятник кайзеру планировалось установить уже у западного фасада Городского дворца на Шлосфрайхайт. Вероятно, по настоянию Вильгельма II к конкурсу были привлечены также Рейнхольд Бегас и мюнхенский скульптор Вильгельм фон Рюман. Узнав об этом, половина изначально приглашённых скульпторов отказалась от участия в конкурсе. Как и ожидалось, в конкурсе первую премию получил любимец кайзера Бегас, создавший скульптурный ансамбль вместе со своими учениками. Архитектурную часть проекта выполнил штутгартский архитектор Густав Гальмгубер. Этому творческому дуэту Бегаса и Гальмгубера удалось победить проект придворного советника по строительству Эрнста фон Ине.
Реализация проекта памятника началась в июне 1894 года со сноса ряда зданий на площади Шлосфрайхайт. Первый камень в основание памятника был заложен 18 августа 1895 года, в день 25-летия битвы при Сен-Прива — Гравелот. Торжественная церемония открытия национального памятника в присутствии многочисленных почётных гостей состоялась 22 марта 1897 года в рамках десятидневного празднования столетия со дня рождения императора Вильгельма. Национальный памятник кайзеру Вильгельму обошёлся в четыре миллиона золотых марок, внушительную сумму для того времени. Памятник подвергся критике за свои монументальные размеры и необарочные формы. Высота сооружения составила 21 м, высота конной статуи — 9 м. По левую руку восседавшего на коне кайзера сопровождал гений мира в женском обличье. Бронзовый постамент, по углам которого на шарах парили четыре богини победы, с лицевой стороны украшала подпись «Вильгельм Великий, германский император, король Пруссии 1861—1888», а с тыльной стороны — «В знак благодарности и любви. Германский народ». На гранитных ступенях, ведущих к постаменту, располагались две монументальные статуи, созданные Евгением Бёрмелем: с северной стороны — «Война», с южной — «Мир». По углам цоколя памятника четыре льва охраняли военные трофеи. Вскоре памятник Вильгельму заслужил язвительное прозвище «Вильгельм во рву львином», намекавшее на библейский сюжет популярной в то время картины Брайтона Ривьера с изображением пророка Даниила в окружении львов. Памятник критиковали как ужасный образец манер некоторых скульпторов обрамлять неплохие по сути статуи ненужной мишурой: помимо кайзера и его коня на памятнике были представлены 19 полуголых женщин, 22 мужчины и 12 детей. Не признававшие условностей берлинцы нарекли новый национальный памятник ещё и «зоопарком Вильгельма II», ведь на памятнике были изображены 21 лошадь, два осла, 8 овец, четыре льва, 16 летучих мышей, 6 обычных мышей, одна белка, 10 голубей, два ворона, два орла, 16 сов, один зимородок, 32 ящерицы, 18 змей, один карп, одна лягушка, 16 раков, итого 157 представителей фауны.
Высокий постамент памятника на девять ступеней был изготовлен из полированного шведского гранита из Вирбо и позволял проводить национальные празднества. Ансамбль конной статуи с трёх сторон окружала колоннада ионического ордера из песчаника с цветным мозаичным полом, которую по обеим сторонам завершали два угловых павильона. На карнизе колоннады в передней части четыре скульптуры символизировали королевства Пруссию (работы Петера Кристиана Брейера), Баварию (работы Августа Гауля), Саксонию (работы Августа Крауса) и Вюртемберг (работы Брейера). Четыре скульптурные группы на тыльной стороне у Шпрее назывались «Торговля и судоходство», «Искусство», «Наука» и «Земледелие и промышленность». Южный угловой павильон венчала бронзовая квадрига Баварии работы Карла Ганса Берневица. Пандан к нему на северном угловом павильоне, квадригу Боруссии, создал Иоганнес Гёц.
Памятник кайзеру Вильгельму получил повреждения в ходе боев в Ноябрьскую революцию. В результате последовавших дискуссий было принято решение в пользу восстановления памятника вместо его сноса. Во Вторую мировую национальный памятник у Городского дворца устоял без крупного ущерба. Зимой 1949—1950 годов власти ГДР решили снести памятник до цоколя. Решение носило исключительно политический характер, как и в отношении снесённого незадолго до этого Городского дворца. Цоколь национального памятника кайзеру Вильгельму, признанный памятником архитектуры, сохранился до настоящего времени и обнаруживается у юго-западного края Дворцовой площади. От снесённого национального памятника также сохранились две скульптурные группы львов, которые без трофеев в несколько изменённом дизайне попарно установлены у павильона хищников «Дом Альфреда Брема» в зоопарке Фридрихсфельде. Одна из скульптур орла работы Августа Гауля находится в собственности Бранденбургского музея и демонстрируется в его внутреннем дворе. Остальные скульптурные элементы бывшего памятника кайзеру Вильгельму были уничтожены.
На месте бывшего национального памятника кайзеру Вильгельму планировалось установить памятник Свободе и единству в честь объединения Германии в 1990 году, но в апреле 2016 года в конечном итоге от реализации этого проекта отказались по финансовым соображениям. 11 ноября 2016 года бундестаг принял решение о реконструкции на бывшей Шлосфрайхайт исторической колоннады памятника, стоимость этих работ оценивалась в 18 млн евро.